# Съединени американски щати
Съединѐните америка̀нски ща̀ти (на английски: United States of America) с абревиатура САЩ (U.S.A. или USA), често наричани Съединѐните ща̀ти (The United States, US или U.S.), както и разговорно Ща̀тите (The States) или Амѐрика (America), е държава, разположена главно на континента Северна Америка.
Официално САЩ е федерална конституционна република, състояща се от 50 щата и един федерален окръг, представляващ столицата ѝ – Вашингтон. Четиридесет и осем от щатите и окръг Колумбия лежат последователно в средата на континента, разположени между Тихия и Атлантическия океан, като граничат с Канада на север и Мексико на юг. Щатът Аляска се намира северозападно от Канада, а Хаваи е архипелаг, разположен в средата на Тихия океан. Страната също така има пет населени и девет ненаселените територии пак в Тихия океан и в Карибско море (виж Островни територии на САЩ). Съединените щати се нареждат трети по брой на населението (342 000 000 души), включващо в себе си различни етнически групи с разнообразни култури, продукт на интензивна имиграция от много други страни. Географията, климатът и дивата природа на Щатите също са изключително разнообразни.
Палеоиндианците мигрират от Евразия до днешната територия на Съединените щати преди около 15 000 години. Европейската колонизация започва през XVI век. Съединените американски щати възникват от 13 британски колонии, разположени по протежение на атлантическото крайбрежие. Споровете между Великобритания и тези колонии водят до Войната за независимост. На 4 юли 1776 г., по време на войната, делегати от 13-те колонии единодушно обявяват Декларацията за независимост. Войната приключва през 1783 г. с признаването на независимостта на Съединените американски щати от Британското кралство. Това е първата успешна война за независимост срещу европейска колониална империя. Сегашната конституция на САЩ е приета на 17 септември 1787 г. Първите десет поправки, единодушно наречени Закон за правата, са ратифицирани през 1791 г. и гарантират много основни граждански права и свободи.
Водена от доктрината за предопределение на съдбата, новата страна предприема енергично разширение на териториите си в цяла Северна Америка в XIX век. Това начинание изисква изместване на коренното население, придобиване на нови площи и постепенно приемане на други щати. Американската гражданска война прекратява легалното робство върху черното население. В края на XIX век Съединените щати продължават разширението си в Тихия океан, постигайки най-голямата икономика за времето си. Испано-американската война и Първата световна война потвърждават статута на държавата като глобална военна сила. Щатите излизат от Втората световна война като световна сила, първата страна, притежаваща ядрен арсенал, и постоянен член на Съвета за сигурност на ООН. Краят на Студената война и разпадането на Съветския съюз оставя САЩ като единствената суперсила в света.
Водеща сред развитите страни в икономическо отношение, Съединените американски щати са с оценен БВП за 2013 г. 16,8 трилиона щатски долара. Това означава 23% от световния номинал на БВП и 19% от паритета на покупателната стойност. Икономиката се подхранва от изобилието на природни ресурси и високата производителност на труда. През 2010 г. Щатите се нареждат шести в света по БВП на глава на населението. Въпреки че икономиката на страната се счита за постиндустриална, САЩ продължават да бъдат едни от най-големите производители в света. Тя има четвъртия най-висок среден доход на ръка от домакинството в рамките на ОИСР, както и най-високата брутна средна заплата, въпреки че е и четвърта по най-неравномерно разпределение на доходите – около 16% от населението живее в бедност, както е определило Бюрото за преброяване. Държавата отчита 36,6% от световните военни разходи, правеща я икономически и военен първенец. Съединените щати са също така видна политическа и културна сила и лидер в областта на научните изследвания и технологичните иновации.

## Етимология на името
Срещани наименования на страната са САЩ, Щатите, Америка. На български език думата „щати“ в името се измества за известно време от „държави“ към средата на двадесети век като част от по-широк процес на заместване на имената на много други държави с български. На сръбски, македонски, немски и френски например се използва съответната местна дума за „държава“. В български и руски, от друга страна, се използва заемката от немски „щат“ (Staat – държава).
Наименованието „Америка“ – на целия континент, е предложено от немския картограф Мартин Валдзеемюлер, който през 1507 г., като един от авторите на отпечатаната в Saint-Dié-des-Vosges в Лотарингия книга „Въведение в космографията“ (Cosmographiae Introductio), създава карта на света, на която са изобразени, до голяма степен – условно, Северна и Южна Америка. Причината Валдзеемюлер да избере това име е погрешно приетото по онова време схващане, че италианският изследовател Америго Веспучи (Americus Vespucius) при пътешествието си от 1497 г. е първият, достигнал американския материк.

## География
Общата площ на САЩ e 9 833 675 km², като в това число влизат 50-те щата и окръг Колумбия и водните площи, и не се включват отвъдморските територии. Това прави САЩ третата по големина страна в света по обща площ след Русия и Канада, и четвърта по големина ако се изключат водните площи, като трета е Китай. САЩ имат 12 002 km сухопътни граници, от които най-дълга е общата граница с Канада на север – общо 8891 km. На юг страната има 3111 km граница с Мексико. Продължаващото американско военно присъствие в залива Гуантанамо обуславя и малка сухопътна граница с Куба, с дължина 28,5 km. В САЩ се намират както най-високата точка в Северна Америка – вр. Денали (6190 m) в Аляска, така и най-ниската точка, Долината на смъртта (86 m под морското равнище) в Калифорния; средната надморска височина на страната е 760 m. Към площта на страната често не се добавят многобройни малки обитаеми и необитаеми територии в Карибско море и Тихия океан, които са част от Островните територии на САЩ – например Американска Самоа, Северни Мариански острови и други. Почти всички тези територии са острови, част от тях без постоянно население и с политически статут, различен от този на 50-те щата и окръг Колумбия.
Континенталните Съединени щати условно имат три отличаващи се топографски региона:
- На изток доминират Апалачите – система от планински вериги, която отделя атлантическото крайбрежие на САЩ от вътрешността на страната. Апалачите образуват 2400-километров планински пояс, простиращ се от Алабама на юг до Ню Хампшър и канадската граница на север. Това са стари планини, остатък от отдавна ерозирали планински масиви. Планините Блу Ридж съставят крайбрежната източна част на Апалачите; западната им част е съставена от планинско-долинния регион Ридж енд Вали.[34]
- В централната част на страната, между Канадския щит на север и Мексиканския залив на юг, се простират огромни равнини и низини, където се намират някои от най-плодородните земи в САЩ.[35] Тук се намира речната система Мисисипи – Мисури, четвъртата най-дълга в света, която тече от най-северните части на САЩ и се влива в Мексиканския залив. На изток от реката са Вътрешните равнини. На запад – Големите равнини, обширни площи от които са заети от прерии - равнинно-степни региони с предимно ниска тревиста растителност, чиято надморска височина плавно се покачва до подножието на Кордилерите. В североизточната част на централния сегмент се намират Големите езера – Горно езеро, Ери, Мичиган, Хюрън и Онтарио. По крайбрежието на Мексиканския залив е разположена Крайбрежната низина.[35]
- Цялата западна една-трета от континенталната територия на САЩ е заета от Северноамериканските Кордилери – огромен планински масив, част от Тихоокеанския огнен пръстен и сам по себе си съставен от разнообразни планински вериги, долини, каньони и пустини. Скалистите планини съставят източния пояс на този масив и се простират от Ню Мексико до Канада. Западният пояс на Кордилерите започва без преход направо от тихоокеанското крайбрежие с Каскадите на север, Сиера Невада на юг, и Бреговите хребети помежду им.[36] Между източния и западния пояс се намира геологически стабилна система от междупланински плата и равнини, включително Колорадското плато, където се намират впечатляващи геологически образувания – Гранд каньон, долината на река Колорадо, скалите на Меса Верде, Кениънлендс и много други. В Кордилерите са разположени и някои най-големите пустини на САЩ – Сонора и Мохаве, т.нар. Голям басейн, както и Централната калифорнийска долина. Кордилерите продължават на север през Канада до Аляска, където се намира и връх Денали.[36]

- Връх Денали, Аляска
- Долината на паметниците в Колорадското плато
- Прерии в Уисконсин
- Изглед към планините Блу Ридж край Ашвил, Северна Каролина

Страната е изключително богата на природни ресурси, включително подходящи за селско стопанство площи – 16,8% от площта е годна за земеделие, а 27,4% – за пасища; 33,3% от общата площ на САЩ са гори. Сред полезните изкопаеми най-големи са находищата на въглища, като САЩ разполагат с 27% от световните запаси. Страната има големи запаси и от мед, олово, молибден, уран, желязо, злато, петрол, природен газ, цинк, никел, волфрам и боксити, както и огромно разнообразие други минерали. Към 2022 петролът в потенциално достижими находища на територията на САЩ възлиза на 193 милиарда барела, на второ място в света след Саудитска Арабия (275 милиарда барела) и пред Русия (137 милиарда), Канада (118 милиарда) и Ирак (105 милиарда).

### Климат и води
Климатът в по-голямата част от страната е умерен. Изключение правят Флорида със своя тропичен климат и Аляска с арктически климат; равнините на запад от Мисисипи са с полупустинен климат, а в Големия басейн климатът е пустинен. Във вътрешността на континента местата, отдалечени от големи водни басейни, се характеризират с по-големи сезонни разлики в температурата, от колкото местата по крайбрежията. Например в Северна Дакота са отбелязвани разлики от +49 °C през лятото и −51 °C през зимата. Сиера Невада и Каскадите са една от най-мощните климатични бариери на континента – по западните им склонове климатът е под благоприятното влияние на Тихия океан, с малки температурни амплитуди и големи валежни количества; същевременно по източните им склонове валежите са съвсем оскъдни. Същевременно липсата на релефни прегради в централните равнини осигурява свободно придвижване както на топъл въздух от Мексиканския залив, така и на арктически студен въздух от север. При сблъскването на тези въздушни маси образуват екстремни явления като торнада. Това опустошително явление е най-често срещано в части от Тексас, Оклахома, Канзас и Небраска, които попадат в т.нар. Алея на торнадата.
Средните януарски температури са от −24,8 °C в Аляска и −18 °C в Централните равнини до 14 °C в югозападните части и до 20 °C на полуостров Флорида. Средните юлски температури са от 14 до 25 °C на западното крайбрежие, 16 – 26 °C на източното и до 32 °C във вътрешните плата и южните части на страната.
Най-големите водни басейни са безспорно Големите езера – които заедно съставят най-голямата група сладководни езера в света, и речната система на Мисисипи – Мисури. Благодарение на системи от шлюзове и канали, езерата правят възможен водния транспорт от световния океан до 2100 километра навътре в континента, до Чикаго и Минесота. Най-голямото от езерата, Мичиган, е с площ 57 750 km2. На запад големите езера са рядкост; най-значимото е Голямото солено езеро в Юта, с площ 4360 km2. В САЩ се намират и някои от най-дългите реки в света – Мисури (3768 km), Мисисипи (3544 km), Юкон (3190 km), Сейнт Лорънс (3058 km) и Рио Гранде (3057 km), част от които текат на териториите на Канада и Мексико. Най-голям водосборен басейн има Мисисипи – 3 202 185 km2 към Атлантическия океан. Поради широкото използване на реките и езерата за изхвърляне на отпадни води, много от водните басейни са тежко замърсени с промишлени и битови отпадъци и химикали.

### Биоразнообразие
САЩ е една от 17-те страни в света с мегаразнообразие на растителни и животински видове. В страната се срещат 428 вида бозайници, 784 вида птици, 311 вида влечуги, 295 вида земноводни, 1154 вида сладководни риби и 91 000 вида насекоми. Флората включва 16 499 вида покритосеменни растения, 122 иглолистни вида, 658 вида папрати, 1024 вида мъхове и 440 вида чернодробни мъхове; само на Хаваи има 1800 вида цъфтящи растения, които не се срещат в континенталните Съединени щати.
Белоглавият орел е национален символ на страната, а гигантската секвоя е дървесен вид, известен с огромните си размери и характерен за западните части на страната.
Службата на националните паркове на САЩ (National Park Service) поддържа мрежа от защитени местности и региони, която включва 63 национални парка, 19 природни резервата, и редица други защитени брегови ивици и местности.

## История

### Първи европейски контакт с коренните американци
Първите хора мигрират в Северна Америка от Сибир по Беринговия мост преди 15 000 години или повече. Европейците заварват техните потомци – индианците. Индианските етнически групи се класифицират по районите на обитаване и по техния език, макар че народи със сродни езици невинаги имат сходна материална култура или обществено устройство. Някои от тях, като например индианците от доколумбовата Мисисипска култура, създават развито селско стопанство, имат постижения в архитектурата и организацията на обществото.
След като европейските изследователи и търговци установяват контакт с коренните жители, местното население започва постепенно да се оттегля във вътрешността на континента и да отстъпва територии. То намалява както поради упражняваното насилие и липса на устойчивост към болестите, донесени от европейците: едра шарка и морбили, така и поради смесените бракове
В ранните дни на колонизацията европейците са изправени пред недостига на храна, болестите и атаките на индианците. Коренните американци често са във война със съседните племена и участват във военните конфликти на колонистите. В същото време местните жители и заселниците започват да зависят един от друг. Колонизаторите търгуват и разменят храна и животински кожи, туземците търсят оръжия, боеприпаси и други европейски изделия. Индианците научават много европейци къде, кога и как да култивират царевица, боб и тикви по границата. Европейските мисионери имат като основна тяхна цел да „цивилизоват“ индианците, като ги научат да обръщат повече внимание върху земеделието и ранчото, отколкото върху лова и събирането на растения.

### Заселници
След първото пътуване на Колумб до Новия свят през 1492 г. редица изследователи и преселници стъпват във Флорида и американския Югозапад. Има и няколко опита за колонизиране от страна на французите на източното крайбрежие, а по-късно и по поречието на Мисисипи, където френската колонизация е по-успешна. Английските колонии се установяват на източния бряг на Северна Америка, започвайки със селището Джеймстаун във Вирджиния, основано 1607 г. Друга значима английска колония е Плимутската колония на пилигримите от 1620 г. Ранните опити за комунално съжителство на европейските преселници претърпяват неуспехи до въвеждането на частни земеделски стопанства. Първото избрано законодателно събрание на континента е създадено през 1619 г. във Вирджиния. Договорът на кораба Мейфлауър, подписан от пилигримите преди стъпването им на американска земя, представлява прецедент за тогавашния модел на представително самоуправление и конституционализъм, и той ще се приеме във всички следващи американски колонии.
Повечето заселници в Америка са дребни фермери, но има и такива, които разбират от индустрия. Земеделските култури за продан включват тютюн, ориз и пшеница. Добивната промишленост се развива с риболов, производство на кожи и дървени материали. Производителите правят ром и плавателни съдове, а в края на колониалния период американците са отговорни за една седма част от световния запас на желязо. В подкрепа на местната икономика градовете се разполагат по крайбрежието, за да служат като търговски центрове. Английските колонии са допълнени от вълни от шотландско-ирландско население и други групи. Постепенно крайбрежната зона поскъпва и наемните работници са избутани на запад. Използването на роби за отглеждането на култури за продан се заражда при испанците през XVI век, усвоява се от англичаните и чрез тях попада в Северна Америка, където робството процъфтява. Причини за разцвета му са по-голяма продължителност на живот в новия континент, дължаща се на по-малкото заболявания, по-добрата храна и лечение. Колониалното общество до голяма степен е разделено относно религиозното си и морално отношение към робството, от което една част са против него, а други – за. В началото на XVIII век обаче африканските роби заместват изцяло наемните работници, особено в южните региони.
С колонизацията на Джорджия през 1732 г. са образувани 13 колонии, от които ще се появят бъдещите Съединени американски щати. Всички тези колонии имат местни правителства, избрани чрез избори, отворени за повечето свободни хора. Новото правителство изпитва все по-голяма отдаденост към древните права на англичанина и чувство за самоуправление, стимулиращо подкрепа за републиканство. С изключително висока раждаемост, ниска смъртност, както и стабилно споразумение, колониалното население нараства бързо. За разлика от относително малката популация на коренните жители, които намаляват. Възраждането на християнството през 30-те и 40-те години на XVIII век, познато като Голямото събуждане, подхранва интерес към религията и религиозната свобода.
Във войната между французите и индианците британците изземат Канада от френските заселници, но френскоезичното население остава политически изолирано от южните колонии. Като се изключат коренните американци, които са завладени и разселени, в 13-те колонии популацията през 1770 г. е отчетена 2,1 млн. души, което е една трета от тази в Британия. Въпреки продължаващия наплив от новопристигнали, скоростта на естествения прираст е такава, че от 1770 г. само една малка част от американците са били родени в чужбина. Отдалечеността на колониите от Великобритания им позволява да развият самоуправление, но техният успех мотивира редица монарси да се устремят да затвърдят кралския авторитет.

### Независимост и разширяване
Американската война за независимост е първата успешна колониална война за независимост срещу европейска сила. Американците разработват една идеология на „републиканство“, която държи на правителство, осланящо се на волята на народа, изразена в техните местни законодателни органи. Те търсят правата си като англичани, „никакви данъци без представителство.“ Британците настояват за администриране на империята в парламент, и конфликтът ескалира във война. Конгресът приема Декларацията за независимост, на 4 юли 1776 г., обявявайки, че човечеството е създадено равно по техните неотменими права. Тази дата се чества като Ден на независимостта на Америка. От 1777 г. Уставът на Конфедерацията установява слабо правителство, което управлява до 1789 г.
Великобритания признава независимостта на САЩ след тяхното поражение в Йорктаун. В мирния договор от 1783 г. американският суверенитет е признат в територия от брега на Атлантическия океан на запад до река Мисисипи. Националистите, които водят Филаделфийския конвент (1787 г.), привеждат в писмен вид Конституцията на Съединените щати, ратифицирана със спогодба между държавите през 1788 г. Федералното правителство е реорганизирано в три клона една година по-късно, за негова проверка и баланс. Джордж Вашингтон, водачът на победната революционна армия, е първият президент, избран в рамките на новата конституция. Законът на правата, забраняващ федерално ограничаване на личната свобода, както и гарантиране на редица правни защити, е приет в 1791 г.
Въпреки че федералното правителство криминализира международната търговия с роби през 1808 г., след 1820 г. отглеждането на високодоходна памукова реколта се разраства в дълбокия Юг, а заедно с него се увеличава и робският труд. През второто велико събуждане, започвайки около 1800 г., милиони се обръщат към евангелското протестантство. На север от религиозното течение се зараждат множество движения за социална реформа, включително аболиционизмът, на юг методисти и баптисти прозелитират сред робското население.
Желанието на американците да разширят териториите си на запад подтиква към една дълга поредица от войни с индианците. Луизиана е закупена от френско-доминиращата територия през 1803 г., с което почти се е удвоява размерът на нацията. Войната от 1812 г., обявена от Великобритания поради различни оплаквания от нейна страна, води до равенство и засилване на американския национализъм. Флорида е отстъпена от Испания след серия от американски военни набези в нея, след това, през 1819 г., и заливната зона се присъединява. Разширението е подпомогнато от парната сила, когато започват пътуванията на параходи по големи водни системи на Америка, които са свързани с нови канали, като Ери и Илинойс и Мичигън. След водните пътища, американците почват да кръстосват земите си още по-бързо по железопътните линии.
От 1820 до 1850 г. Джексоновската администрация започва серия от реформи, които включват широко мъжко избирателно право, което води до възхода на Втората партийна система, съставена от демократи и виги – доминиращи партии от 1828 до 1854 г. Пътят на сълзите през 1830 г. илюстрира политиката на индианско премахване, която премества индианците на запад към техните резервати. САЩ анексира Република Тексас през 1845 г. по време на период на експанзионистичното явно предначертание. Орегонският договор с Великобритания от 1846 г. дава контрола на Съединените щати върху днешния американски северозапад. Победата в мексиканско-американската война, завършила през 1848 г., спира мексиканската цесия върху Калифорния и голяма част от днешния американски югозапад.
Златната треска в Калифорния от 1848 – 1849 г. стимулира миграцията на запад, с което се създават няколко нови западни щати. След Гражданската война в САЩ, новите трансконтинентални железници правят смяната на местожителства по-лесни за заселниците, разширяват вътрешната търговия и увеличават конфликтите с индианците. След половин век изчезването на бизоните е екзистенциален удар за много от равнинните индиански култури. През 1869 г. нова политика за мир се опитва да предпази местните американци от малтретиране, да се избегне по-нататъшен военен конфликт и да се осигури в крайна сметка тяхното американско гражданство.

### Гражданска война и Ера на реконструкция
От появата на Съединените щати непрекъснато съществува разделение в американското общество относно робството между Севера и Юга, което в крайна сметка води до Американската гражданска война. Първоначално щатите, влизащи в Съюза, се редуват робовладелски и свободни, за да запазят секционния баланс в Сената. Населението в свободните щати обаче нараства и те излизат пред робовладелските територии в Камарата на представителите. С прибавената западна територия и повече свободни земи, напрежението между щатите със и без робски труд нараства, подкрепено с аргументи относно федерализма и разпределението на териториите, дали и как да се разшири или ограничи робството.
След избирането на Ейбрахам Линкълн през 1860 г., първият президент от антиробовладелската Републиканска партия, конвенции от тринадесет щата обявяват отцепване и формират Конфедеративните американски щати, докато федералното правителство на САЩ поддържа отцепването като незаконно. Последвалата война е първа за Съюза, след нея в 1863 г. жертвите нарастват и Линкълн представя неговата Прокламация за освобождаване на робите, с която целта на втората война става премахването на робството. Гражданската война остава като най-смъртоносния военен конфликт в американската история, виновна за смъртта на ок. 618 000 войници, както и много цивилни граждани.
След победата на Съюза през 1865 г., три изменения на Конституцията на САЩ, забраняващи робството, правят близо четири милиона американци от африкански произход, които са били роби, граждани на страната, и им обещава права на глас. Войната и нейната резолюция водят до значително увеличение на федералната власт, насочена към реинтегриране и възстановяване на южните щати, като същевременно гарантира права на освободени роби. Но след Ерата на реконструкция, в целия Юг законите на Джим Кроу скоро обезправят повечето черни и някои бедни бели. През следващите десетилетия както в севера, така и в юга, черните и някои бели се изправят срещу системната дискриминация, включително расова сегрегация и редките решавания на проблеми извън съда, предизвиквайки национални движения срещу тези злоупотреби.

### Имиграция, разширение и индустриализация
В Севера урбанизацията и безпрецедентният наплив на имигранти от Южна и Източна Европа довежда до излишък на индустриалния труд и големи промени в културата на страната. Националната инфраструктура, включително телеграфните и трансконтинентални линии, ускоряват икономическия растеж, разрастват селищата и развиват стария американски Запад. По-късно изобретяването на електрическото осветление и телефона също се отразяват на комуникацията и градския живот.
Краят на индианските войни допълнително разширява площите, подложени на механично отглеждане, и увеличава излишъците за международните пазари. Континенталната експанзия завършва с купуването на Аляска от Русия през 1867 г. През 1893 г. проамериканските елементи в Хаваите свалят монархията и създават република, която е анексирана от щатите през 1898 г. Пуерто Рико, Гуам и Филипините са отстъпени от Испания през същата година, след Испано-американската война.
Бързото икономическо развитие в края на XIX и началото на XX век стимулира възхода на много бележити индустриалци. Магнати като Корнелиус Вандербилт, Джон Рокфелер и Андрю Карнеги водят напредъка на страната в железопътната, нефтената и стоманодобивната промишленост. Банковото дело се превръща в основна част от икономиката, като Джон Морган играе важна роля. Едисън и Тесла се захващат с разпространението на електроенергия за промишлеността, домовете и за уличното осветление. Хенри Форд прави революция в автомобилната индустрия. Американската икономика се разраства и се превръща в най-голямата в света, а Съединените щати стават една от великите сили в света. Тези драматични промени са придружени от социални безредици и възход на популистки, социалистически и анархистически движения. Този период приключва с настъпването на Прогресивната ера, в която се осъществяват значителни реформи в много обществени области, включително избирателните права на жените, забраната на алкохола, регулирането на потребителските стоки, по-големите антитръстови мерки за осигуряване на конкуренция и внимание към условията на работа.

### Двете световни войни и Голямата депресия
Съединените щати остават неутрални в началото на Първата световна война през 1914 г. до 1917 г., когато се включват във войната като „присъединена сила“, заедно с официалните съюзници, като помагат да се обърне ударът срещу Централните сили. През 1919 г. президентът Удроу Уилсън заема водеща дипломатическа роля в Парижката мирна конференция и силно препоръчва САЩ да се присъединят към Общество на народите. Сенатът отказва да одобри това и не ратифицира Версайския договор, който учредява Общество на народите.
През 1920 г. движението за права на жените печели приемане на конституционно изменение, което дава право на жените да гласуват. През 20-те и 30-те се заражда радиото като масова медия и възниква ранната телевизия. Просперитетът от 1920-те години („ревящите“ двадесети години) приключва с Краха на Уолстрийт от 1929 г. и началото на Голямата депресия. След избирането му за президент през 1932 г., Франклин Рузвелт отговаря с „Новия курс“, който включва създаването на системата за социално осигуряване. Голямата миграция на милиони афроамериканци от американския юг започна преди Първата световна война и се разширява през 60-те години на XX век; докато явлението „котел с прах“ (серия прашни бури) от средата на 30-те обеднява много земеделски общности и стимулира нова вълна от западна миграция.
В началото на Втората световна война САЩ остават неутрални, докато Германия завладява големи територии от Европа. Америка започва да доставя материал за Съюзниците от март 1941 г., посредством програмата Заем-Наем. На 7 декември 1941 г. Японската империя изненадващо атакува Пърл Харбър, принуждавайки САЩ да се включи на страната на Съюзниците във войната. През войната Щатите са споменати като едни от „Четирите полицая“ на Съюзниците, които се срещат, за да направят план за следвоенния свят. Другите три сили са Британия, Съветския съюз и Китай. Във Втората световна война Америка губи 400 000 войника, въпреки това страната се оказва сравнително неповредена. След войната САЩ става най-голяма икономическа и военна сила в света.
Съединените щати изиграват водеща роля в конференциите в Бретън Уудс и Ялта заедно с Обединеното кралство, Съветския съюз и другите Съюзници. Те подписват споразумения за нови международни финансови институции и следвоенна реорганизация на Европа. След победата на Съюзниците в Европа, международна конференция от 1945 г. в Сан Франциско създава Хартата на Обединените нации, която влиза в сила след войната. Съединените щати произвеждат първите ядрени оръжия и ги използват над Япония, градовете Хирошима и Нагазаки. Това тласка източната страна да се предаде на 2 септември, с което завършва Втората световна война. Забавленията и парадите се осъществяват на деня наречен „Ден на победата“ или „Ви Джи дей“.

### Студената война и Движението за граждански права
След Втората световна война Съединените щати и Съветският съюз започват борба за надмощие – конфликт познат като Студената война. Съперничеството между двете държави е породено от идеологическото противопоставяне на капитализма и комунизма, както и геополитическите различия между свързания с морето Атлантик и континенталния евроазийски лагер. Двете суперсили доминират военните действия в Европа – САЩ със своите съюзници от НАТО и от друга страна СССР и съюзниците им от Варшавския договор. Съединените щати изработват политика за ограничаване влиянието и разширението на комунистическата идеология. Докато Щатите и Съветския съюз водят посреднически войни и разработват мощен ядрен арсенал, двете държави избягват директния военен конфликт.
САЩ често се противопоставя на страните от Третия свят, които Америка вижда под силното влияние на руснаците. Америка често се намесва с директен военен удар, когато управлението на дадена страна е застрашено от идване на лява власт. Американски войски се бият срещу китайските и севернокорейските сили в Корейската война от 1950 до 1953 г. Съветският съюз пуска първия изкуствен спътник през 1957 г., а 1961 г. е изстрелян първият човек в космоса, с което се слага началото на така наречената „космическа надпревара“ – съревнование между двете страни за космическо надмощие. През 1969 г. Съединените щати стават първата нация изпратила хора на Луната. Обтегнатият конфликт в Югоизточна Азия води до военната намеса на САЩ, позната като Виетнамската война.
У дома Щатите преживяват продължителен икономически растеж, населението се увеличава, а средната класа се утвърждава. Конструирането на Междущатската магистрална система преобразува инфраструктурата на страната следващите десетилетия. Милиони мъже и жени се преместват от фермите и центровете на големите градове към предградията. През 1959 г. Хаваите стават 50-ият и последен щат на САЩ, присъединен към държавата. Нараства Движението за човешки права, което чрез ненасилие се бори срещу сегрегацията и дискриминацията. Лидер на движението става бележитият активист Мартин Лутер Кинг. Комбинацията от съдебни решения и законодателство водят да появата Закона за граждански права от 1968 г., който се стреми да прекрати расовата дискриминация. В същото време, така нареченото движение на контракултурата нараства; то включва противопоставянето на Войната във Виатнам, черния национализъм и сексуалната революция.
Стартирането на „Война срещу бедността“ разширява притежателното право и социалните помощи, включително създаването на програмите „Медикеър“ и „Медисайд“, които гарантират здравно покритие за възрастните и бедните. Също така са пуснати спонсорирани от правителството програми, тестващи нуждите на индивида и семейството, такива са: „Допълнителна програма за подпомагане на храненето“ и „Помощ за семейства с гладуващи деца“.
70-те и късните 80-те Съединените щати навлизат в период на застой в производството. След избора на Роналд Рейгън за 40-и президент на САЩ са предприети реформи на свободния пазар, с които се цели да се намали инфлацията. Рейгън загърбва „лекия тон“ към Съветския съюз и прекратява така нареченото „разведряване“ в отношенията между двете държави. Предприета е по-агресивна стратегия към комунистическата страна. През 1985 г. процентът на работещи жени на 16-годишна възраст надвишава 50%. Това се дължи на вълната от недоволство в женската част на американското население, започнало през 70-те.
Късните 80 години на XX век донасят затопляне в конфликта САЩ – Съветския съюз. Помирението достига своята връхна точка през 1991 г. когато СССР се разпада и с това е сложен край на Студената война. Това извежда Щатите като единствената световна сила на политическата сцена. Концепцията за „американизация“, която се появява след Втората световна война, печели популярност под определението Нов световен ред.

### Съвременна история
След Студената война конфликтът в Близкия изток назрява през 1990 г., когато Ирак, под управлението на Саддам Хюсеин, нахлува и прави опит да анексира Кувейт, съюзник на Съединените щати. Страхувайки си, че подобен сценарий ще последва и в другите региони, президентът Джордж Х. У. Буш стартира операцията „Пустинен щит“ – американски отбранителни войски се настаняват в Саудитска Арабия. Операция „Пустинна буря“ поставя началото на така наречената „Война в Персийския залив“, провеждана от коалиционна сила от 34 нации, водени от Съединените щати, срещу Ирак. Войната приключва с успешно експулсиране на армията на Хюсеин от Кувейт и възвръщане на монархията там.
Първоначално използван в американските военни отбранителни мрежи, интернет се простира до международните академични платформи и от там за публично ползване през 90-те, като влиянието му върху икономиката, обществото и културата става огромно. Поради дот-ком бума, стабилната парична политика при Алън Грийнспан и намалените разходи за социални помощи, през 90-те години на XX век се наблюдава най-дългото икономическо разрастване в съвременната история на САЩ, чийто край е през 2001 г. В началото на 1994 г. САЩ сключват Споразумението за свободна търговия в Северна Америка (NAFTA), което свързва 450 милиона души с производство на стоки и услуги на стойност 17 трилиона щ.д. Целта на споразумението е да се премахнат търговските и инвестиционните бариери между САЩ, Канада и Мексико до 1 януари 2008 г. Търговията между тримата партньори нараства след влизането в сила на НАФТА.
На 11 септември 2001 г. терористи от Ал-Каида удрят Световния търговски център в Ню Йорк и Пентагона близо до Вашингтон. Жертвите от терористичния акт са близо 3000 души. В отговор на атаката Съединените щати започват войната срещу тероризма, която включва война в Афганистан и войната в Ирак (2003 – 2011 г). През 2007 г. администрацията на Буш разполага огромна част войскови отряди в Ирак, което успешно води до намаляване насилието и по-голяма стабилност в региона.
Политиката на правителството, замислена да промотира достъпни жилища, значителните недостатъци в корпоративното и регулаторното управление и исторически ниските лихвени проценти, определени от Федералния резерв, водят до жилищен балон в началото на века, който завърша с финансова криза през 2008 г. – най-големият икономически спад в страната след Великата депресия. По време на кризата активите, притежавани от американци, загубват около една четвърт от стойността си. Насред кризата през 2008 г. за президент е избран Барак Обама, първият афроамериканец и мултикултурен президент. Впоследствие новият държавен глава прекарва стимулиращи мерки и закона „Дод-Франк“, като опит да смекчи негативните ефекти и да гарантира, че няма да има повторна криза. През 2010 г. президентът Обама ръководи усилията за приемане на „Закона за достъпни грижи“ – най-мощната реформа в здравната система на страната от близо пет десетилетия.
На президентските избори през 2016 г. републиканецът Доналд Тръмп е избран за 45-и президент на САЩ. На 20 януари 2020 г. е потвърден първият случай на COVID-19 в страната. Към септември 2020 г. САЩ имат над 6,2 милиона случая на COVID-19 и над 180 000 смъртни случая. Съединените щати е държавата с най-много случаи на COVID-19 от 11 април 2020 г.

## Държавно устройство и вътрешна политика
Съгласно Конституцията на САЩ, приета на 17.09.1787 г., пълномощията по осъществяване на държавното управление са в прерогативите на Федералното правителство на САЩ. Останалите, незасегнати в Конституцията, пълномощия се прилагат от щатските власти.
В Конституцията е заложен принципът на разделението на властите, според който федералното правителство се състои от законодателни, изпълнителни и съдебни органи на държавното управление, действащи независимо един от друг.
Висш орган на законодателната власт е двукамарен Конгрес на САЩ:
- Камара на представителите (Долна камара);
- Сенат (Горна камара)

Висш орган на изпълнителната власт е президентът на САЩ.
Висш орган на съдебната власт е Върховният съд на САЩ.
Основни политически партии в САЩ са Републиканската партия и Демократическата партия, въпреки че съществуват и много малки партии.

## Административно деление
В административно отношение САЩ се разделят на 50 щата, 1 федерален окръг (Вашингтон), 41 независими града и 3072 окръга. Най-големият (но и един от най-слабонаселените щати) е Аляска.
| Щат               | Главен град  | Щат              | Главен град    |
| ----------------- | ------------ | ---------------- | -------------- |
| Алабама           | Монгомъри    | Мисури           | Джеферсън сити |
| Аляска            | Джуно        | Мичигън          | Лансинг        |
| Аризона           | Финикс       | Монтана          | Хелена         |
| Арканзас          | Литъл Рок    | Небраска         | Линкълн        |
| Айдахо            | Бойзи        | Невада           | Карсън сити    |
| Айова             | Де Мойн      | Ню Джърси        | Трентън        |
| Вашингтон         | Олимпия      | Ню Йорк          | Олбъни         |
| Вирджиния         | Ричмънд      | Ню Мексико       | Санта фе       |
| Върмонт           | Монпелие     | Ню Хемпшир       | Конкорд        |
| Делауеър          | Доувър       | Оклахома         | Оклахома сити  |
| Джорджия          | Атланта      | Орегон           | Салем          |
| Западна Вирджиния | Чарлстън     | Охайо            | Калумбус       |
| Илинойс           | Спрингфилд   | Пенсилвания      | Харисбърг      |
| Индиана           | Индианаполис | Род Айлънд       | Провидънс      |
| Калифорния        | Сакраменто   | Северна Дакота   | Бисмарк        |
| Канзас            | Топика       | Северна Каролина | Рали           |
| Кентъки           | Франкфорт    | Тексас           | Остин          |
| Колорадо          | Денвър       | Тенеси           | Нашвил         |
| Кънектикът        | Хардфорд     | Уайоминг         | Шейен          |
| Луизиана          | Батън Руж    | Уисконсин        | Медисън        |
| Масачузетс        | Бостън       | Флорида          | Талахаси       |
| Мейн              | Огъста       | Хавай            | Хонолулу       |
| Мериленд          | Анаполис     | Южна Дакота      | Пиер           |
| Минесота          | Сейнт Пол    | Южна Каролина    | Колумбия       |
| Мисисипи          | Джакстън     | Юта              | Солт Лейк Сити |

## Икономика
През 2003 г. САЩ е била третото по посещаемост туристическо направление в света с 40 400 000 туристи след Франция със 75 000 000 и Испания с 52 500 000.
Икономическата история на САЩ е история на икономически растеж, който започва, като една изостанала в икономическо отношение колония прогресира до най-голямата индустриална икономика в света през XX и XXI век.
Икономическата система на САЩ като капиталистическа смесена икономика, в която корпорациите, други частни фирми и отделните индивиди вземат повечето микроикономически решения, а правителството предпочита да заеме по-малка роля във вътрешната икономика, въпреки че цялостната роля на правителството, имайки предвид всички негови нива, е относително висока – 36% от брутния вътрешен продукт. По-голямата част от бизнеса в САЩ не е корпоративен и няма наемни работници, а вместо това некорпорирана самостоятелна собственост. Щатите имат малка мрежа за социално осигуряване (застраховка при безработица, универсално здравеопазване, подслони за бездомните) и регулацията на отделните видове бизнес е малко под средната за развитите страни. Медианният доход на едно домакинство в САЩ за 2005 е 43 318 щатски долара.
Икономическата активност вътре в страната варира в голяма степен. Например град Ню Йорк е център на американските финансова, медийна, издателска и рекламна индустрии, докато Лос Анджелис е най-важният център за филмови и телевизионни продукции. Зоната на залива на Сан Франциско е главен технологичен център. Средният Запад е известен със силната си преработвателна и тежка промишленост, с Детройт – исторически център на американската автомобилостроителна промишленост и Чикаго – финансова и бизнес столица на региона. Югоизтокът е основният район за селско стопанство, туризъм и дърводобивна промишленост, и тъй като заплатите и разходите са под средните за страната, той продължава да привлича преработвателна промишленост.
Най-големият сектор в американската икономика е този на услугите, в който е заета грубо около ¾ от работната сила.
Икономиката изобилства от естествени ресурси като въглища, нефт и ценни метали. САЩ са вторият по големина световен производител на злато след ЮАР. Въпреки това страната все още разчита за много от своето производство на други държави. В селското стопанство страната е производител номер 1 на царевица, соеви зърна, ориз и пшеница с Великите равнини, наричани „житницата на света“ поради огромното си селскостопанско производство. САЩ имат голяма туристическа индустрия, заемаща трето място в света. САЩ са също износител на самолети, стомана, оръжия и електроника. Канада заема 19% (повече от всяка друга държава) от щатската външна търговия, следвана от Китай, Мексико и Япония.
Докато доходът на глава от населението в САЩ е сред най-високите в света, богатството е сравнително концентрирано. Доходът на глава от населението е по-висок от този в Западна Европа, но през 1990 г. доходът се е разпределял по-неравномерно. Приблизително 15% от населението на САЩ е живеело под прага на бедността през 2012 г. или повече от 46 милиона души. Бедността в САЩ продължава да расте. Средната класа спада все повече. От 1975 г. в САЩ действа „двустълбов“ трудов пазар, на който почти целият реален доход отива в 20% от домакинствата, като повечето от тези средства се падат на най-високо платените в тази категория. Тази поляризация е резултат от високото ниво на икономическа свобода.
Социалната мобилност на жителите на САЩ, отнесена спрямо останалите държави, е обект на големи дебати. Някои анализатори са открили, че социалната мобилност в САЩ е ниска, отнесена към държавите от ОИСР, и по-специално към държавите от Западна Европа, Скандинавието и Канада. Ниската социална мобилност може би се корени в щатската образователна система. Общественото образование в САЩ е финансирано предимно от данъци от местна собственост, допълнени от държавни постъпления. Това често резултира в голяма разлика между финансирането на бедните райони или бедните щати и по-състоятелните административни единици. Някои анализатори спорят, че относителната социална мобилност в САЩ достига своя връх през 60-те години на XX век и започва бърз спад през 80-те. Бившият председател на Борда на Федералния резерв Алън Грийнспан също предполага, че нарастващото неравенство в доходите и мобилността на по-бедната класа на САЩ могат евентуално да заплашат цялата система в близко бъдеще.

### Транспорт
Тъй като САЩ са създадени от сравнително скоро, по-голямата част от развитието на американските градове е станало след изобретяването на автомобила. За да свърже огромните си територии, Съединените щати са построили мрежа от висококапацитетни, високоскоростни магистрали, най-важната част от които е Междущатската магистрална система, частично заменила по-остарялата Магистрална система на Съединените щати.
Съединените щати имат и презконтинентална жп система, която се използва за превоз на товари през континенталните 48 щата. Пътнически жп услуги се извършват от Амтрак, който обслужва 46 от континенталните 48 щата.
Много от американските градове имат метро, като най-голямото е Нюйоркското метро.
Автомобилната индустрия се развива по-рано и по-бързо в САЩ, отколкото в другите страни. Гръбнакът на националната транспортна инфраструктура е мрежа от магистрали с голям капацитет, които понасят огромен брой пътнически коли и товарни камиони. По информация от 2004 година в САЩ има 6 407 637 km автомобилни пътища – най-много в света.
Масови (обществени) транзитни системи съществуват в големите градове като Ню Йорк, където действа едно от най-натоварените в света метра. С няколко изключения американските градове не са толкова гъсто населени като останалите части на света. Ниската гъстота от части е резултат от големите нужди на американските домакинства от собствени автомобили.
Щатите са уникални с високия си брой частни пътнически железопътни пътища. През 70-те години на XX век правителствена намеса реорганизира товарните жп пътища, консолидирайки пътническите услуги под държавната корпорация Амтрак. Няма друга страна с толкова жп пътища.
Въздушните превози са предпочитан начин за превоз на пътници за дълги разстояния. По отношение на пътниците 17 от тридесетте най-натоварени летища в света за 2004 г. са в Щатите включително и най-натовареното – „Международно летище Хартсфийлд – Джаксън Атланта“. По отношение на превоз на товари, 12 от тридесетте най-натоварени летища в света са в САЩ, включително и най-натовареното в света – „Международно летище Мемфис“
Няколко основни морски пристанища се намират в САЩ; трите най-големи са калифорнийските „Пристанище Лос Анджелис“ и „Пристанище на Лонг Бийч“ и „Пристанище на Ню Йорк и Ню Джърси“, които са сред най-натоварените в света. Вътрешността на САЩ също е свързана чрез основен корабоплавателен канал през морския път Св. Лоурънс и реката Мисисипи. Първата водна връзка между Големите езера и Атлантическия океан е Каналът Ери, който позволява бързо експанзия на селското стопанство и индустрия в Средния Запад и прави Ню Йорк (градът) икономически център на страната.

## Демографски данни
САЩ е третата по население страна в света след Китай и Индия. Населението на САЩ е 318 857 056 души към 01.07.2014 г. По брой на населението от всички щати най-голям е щатът Калифорния с население от 38 802 500 души към 2014 г. Следва щатът Тексас, който е с население от 26 956 958 души, щатът Флорида – 19 893 297 души, щатът Ню Йорк – 19 746 227 души, щатът Илинойс – 12 880 580 души, а с най-малък брой население са щатите Уайоминг – 584 153 души, Върмонт – 626 562 души и окръг Колумбия – 658 893 души.
Според данни на Агенцията за българите в чужбина през 2004 г. в САЩ е имало 250 000 българи, което прави страната една от първите по брой българи в света. 55 489 души са отбелязали, че са с български произход на последното преброяване на населението, включващо въпрос за произход (2000). Най-много българи има в Илинойс – 220 000 души, Флорида 60 000 – 120 000 души и Калифорния 40 000 – 120 000 души (2000). За всички щати вижте Списък на щатите в САЩ по брой българи – 2000 г.
Центърът на населението на САЩ продължава да се измества на юг и запад. Най-бързо растящият регион е Западът, следван от Юга. Според Бюрото за преброяване на населението щатите с най-голям растеж от 2000 г. до 2010 г. са били Невада (35,1%), Аризона (24,6%) и Юта (23,8%), а с най-малък са щатите Роуд Айлънд (0,4%), Луизиана (1,4%) и Охайо (1,6%). Мичигън е единственият щат, който е със спад на населението на САЩ.

### Език
В Съединените щати няма официален език, поне на федерално ниво. Някои закони, като например „изискванията за натурализация на гражданството в САЩ“, изискват владеенето на английски език, освен това повечето американски щати обявяват английския (американско-английския) за официален език. Три щата и четири американски територии разпознават местните или национални езици като официални, това включва щата Хаваи (хавайски език), Аляска (двайсет местни езика), Южна Дакота (езика на сиуксите), Американска Самоа (самоански език), Пуерто Рико (испански език), Гуам (езика чаморо) и Северни Мариански острови (езика каролиниан и чаморо). В Пуерто Рико испанският е по-разпространен език от английския.
Според „Проучване на американската общност“ през 2010 г. 229 млн. хора (населението на Съединените щати през този година е 308 млн.) говорят само английски в домовете си. Повече от 37 млн. говорят испански език в домовете си, което го прави вторият най-популярен език в Щатите. Други езици говорени в домовете на милиони от хората включват: китайски (2,8 млн.), тагалог (1,6 млн.), виетнамски (1,4 млн.), френски (1,3 млн.), корейски (1,1 млн.) и немски (1 млн.). 28 565 души са казали, че вкъщи говорят на български език, като по този показател българският се нарежда на 64-то място по употреба вкъщи в САЩ.
Най-широко преподаваните езици в Съединените щати, по отношения броя на записаните в детските градини, средни училища, висши учебни заведения и странични школи, е испанският език (около 7,2 млн. учащи), френският (1,5 млн.) и немският (500 000). Други често изучавани езици включват: латински, японски, американския жестомимичен език, италиански и китайски. 18% от всички американци твърдят, че освен английски, говорят и други езици.

### Религия
|  |  |  |

Религия в САЩ
Първата поправка към Конституцията на САЩ гарантира конституционното право за свободното практикуване на религия и забранява на Конгреса да приема закони, които целят установяване на религиозен контрол върху правителството или правителствен контрол върху религията (Establishment Clause).
Съединените щати имат най-многочисленото християнско население в света. В проучване от 2014 г. 70,6% от американското население се самоопределят като християни. Протестантите държат най-големия дял от 46,5%, следвани от римокатолици с 20,8%. Двете деноминации са най-големите християнски групи. През 2014 г. 5,9% от възрастното население на САЩ се причислява към нехристиянски религии. Това включва юдеизъм 1,9%, ислям 0,9%, индуизъм 0,7% и будизъм 0,7%. Проучването също отчита, че 22,8% от запитаните са се окачествили като агностици, атеисти или просто нерелигиозни, което е нарастване с 8,2% спрямо 1990.
Протестантството е най-голямото християнско течение в Щатите или почти половината от американския народ. В тази деноминация баптистите са най-големият клон с 15,4%, а Южната баптистка конвенция е най-голямата индивидуална група от християни – 5,3% от населението на САЩ. Другите протестантски клонове включват протестанти без определена деноминация, методисти, петдесятници, неопределени протестанти, лутерани, презветерианци, конгрешани, реформисти, епископални християни/англикани, квакери, адвентисти, движение на светиите, християни фундаменталисти, анабаптисти, пиетисти и много други.
Библейският пояс е неофициален термин за регион в южен САЩ, който е известен със своето консервативно евангелистко протестантство. Южните щати са символ на дълбока религиозност и стриктно посещение на неделните служби. Там набожността винаги е по-висока от средната за страната. Обратно, най-малка роля играе религията в Нова Англия и западните щати.

### Най-големите метрополни градове в САЩ
Най-големите метрополни градове по население в САЩ за 2013 г. са:
1. Ню Йорк – Нюарк – Джърси сити, Ню Йорк – Ню Джърси – Ню Джърси Пенсилвания 19 949 502
2. Лос Анджелис – Лонг Бийч – Анахейм, Калифорния 13 131 431
3. Чикаго – Нейпървил – Мичиган Сити, Илинойс – Индиана – Уисконсин 9 537 289
4. Далас – Форд Уорт – Арлингтън, Тексас 6 810 913
5. Хюстън – Уудлендс – Шугърленд, Тексас 6 313 158
6. Филалдефия – Рединг – Кемдин – Уилмингтън, Пенсилвания – Ню Джърси – Делауеър – Мериленд 6 034 678
7. Вашингтон – Арлингтън – Александрия, окръг Колумбия – Вирджиния – Мериленд – Западна Вирджиния 5 949 859
8. Атланта – Санди Спрингс – Розвил, Джорджия 5 522 942

### Най-големите градове
Вижте Списък на градовете в САЩ по население
Най-големите градове по население в САЩ за 2015 г. са посочени по-долу. В получер са градовете, които са и столици на съответния щат. Данните са на Бюрото за преброяване на населението в САЩ и представляват приблизителна оценка за 2015 г.

## Култура